# اش گروو، کوئینزلند
اش گروو (به انگلیسی: Ashgrove) یک حومه شهر در استرالیا است که در کوئینزلند واقع شده‌است.